# Deng Ai
En aquest nom xinès, el cognom és Deng.
Deng Ai (mort el 264) va ser un general militar de Cao Wei durant el període dels Tres Regnes de la història xinesa. Es deia que cada vegada que veia un pujol o una vall ampla, ell immediatament avaluava els millors emplaçaments per emmagatzemar gra i posicionar les tropes. El seu talent va ser reconegut per Sima Yi, que el va recomanar per ocupar nomenaments superiors. Deng també va defensar Cao Wei dels atacs de Shu Han dirigits per Jiang Wei.
En el 263, va formar part de la guerra per conquerir Shu Han amb Zhong Hui (鍾會). Jiang Wei els va repel·lir en algun lloc al sud de Hanzhong (漢中). Deng Ai va proposar de fer passar a les tropes a través del Yinpin (陰平) però Zhong Hui rebutjà la idea.
Deng Ai després va dur a terme el seu propi pla amb el seu fill i les tropes; cosa que va resultar ser un gran èxit. I finalment aconseguí entrar a Chengdu, i l'emperador de Shu, Liu Shan, es va rendir. Però Jiang Wei, no volia que Shu Han caigués. Va determinar que Zhong Hui volia rebel·lar-se contra Wei. Ja reunits, penjà la llufa a Deng Ai, i ordenà a l'oficial Wei Guan (衛瓘) de capturar-lo.
El pla de Jiang Wei va fracassar i l'exèrcit va matar Zhong Hui i Jiang Wei. Aquests soldats van tractar de rescatar Deng Ai, però Wei Guan temia que Deng Ai podria venjar-se, per la qual cosa el matà. Deng Ai, abans del seu nomenament, era sovint objecte de fustigació a causa del seu problema de quequeig, un defecte que ell utilitzà com a avantatge per parlar amb els seus superiors, que sovint consideraven la seva curiosa tartamudesa com acudits o expressions enginyoses.

## Família
- Fill
  - Deng Zhong